# Kattenbelletje

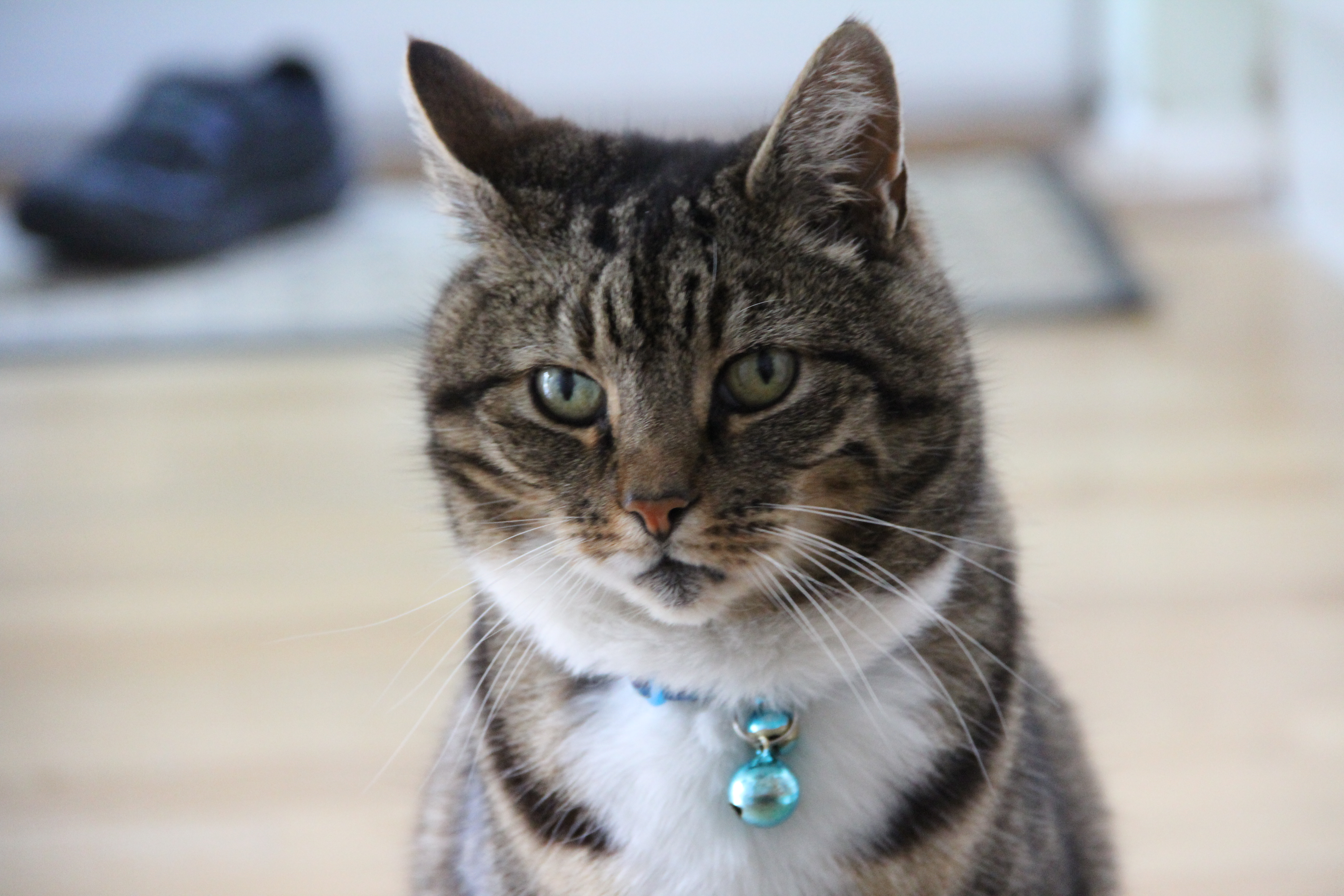
Een kat met een belletje aan zijn halsband

Een kattenbelletje is een belletje dat is vastgemaakt aan de halsband van een kat.
Wanneer de kat een potentiële prooi nadert, zal het belletje deze waarschuwen. Katten leren uiteindelijk om te lopen zonder het belletje te laten rinkelen en daarom worden eigenaren aangemoedigd om regelmatig het belletje te verwisselen of om twee belletjes aan de halsband vast te maken.
Een kattenbelletje vermindert het aantal gevangen vogels met 30 % à 40 %.
Aan de andere kant beweren sommige dierenwelzijnsorganisaties dat het belletje de kat irriteert en niet effectief is vanwege het jaaggedrag van de kat.